# George Sangmeister
George Edward Sangmeister (Frankfort, 16 febbraio 1931 – Joliet, 7 ottobre 2007) è stato un politico statunitense, membro della Camera dei Rappresentanti per lo stato dell'Illinois dal 1989 al 1995.

## Biografia
Nato e cresciuto nell'Illinois, dopo il college prestò servizio militare durante la guerra di Corea. Tornato in patria, si laureò in legge e divenne magistrato. Nel 1972 entrò in politica con il Partito Democratico e venne eletto all'interno della legislatura statale dell'Illinois.
Sangmeister vi rimase per diversi anni e nel 1986 fu candidato alla carica di vicegovernatore dell'Illinois, ma perse nelle primarie. Nel 1988 si candidò alla Camera dei Rappresentanti e riuscì a farsi eleggere, nonostante il suo distretto fosse composto in maggioranza da un elettorato repubblicano.
Dopo tre mandati da deputato, Sangmeister decise di lasciare la politica e si ritirò a vita privata. Morì di leucemia nel 2007, all'età di settantasei anni.